# Като, Муцуо
Муцуо Като (яп. 加藤 陸奥雄; 1911—1997) — японский биолог, президент Университета Тохоку. Специализист по экологии насекомых.

## Биография
- окончил среднюю школу в городе Сендай
- окончил Университет Тохоку
- 1945 — степень доктора технических наук (Университет Тохоку), тема диссертации «Повседневная деятельность насекомых и условия ее обитания»
- профессор на факультете науки Университета Тохоку
- 1971—1977 — 13-й президент Университета Тохоку[2].
- 1971—1976 — президент Экологического общества Японии
- 1977—982 — 1-й директор вступительного экзаменационного центра университета
- 1-й директор музея искусств Мияги
- 1996 — почётный гражданин города Сендай.